# Yahoo! Widget Engine
Yahoo! Widget Engine, anciennement appelé Konfabulator, est un logiciel qui affiche sur le bureau de petites applications, les Widgets.
Les Widgets permettent d'effectuer des tâches simples ou d'afficher des informations en provenance d'Internet. Par exemple, le widget Weather affiche la météo d'une ville sur six jours, iTunes Contrôler pilote iTunes ou Search propose une barre de recherche dans différents moteurs. Ces petites applications sont souvent très réussies d'un point de vue visuel (effets de transparence, ombrages nombreux).
Il n'est plus maintenu par Yahoo depuis le 11 avril 2012.

## Licence
Yahoo! Widget Engine est gratuit, mais propriétaire, depuis sa version 2.1.1 - release correspondant à la reprise du projet par Yahoo!. La société veut ainsi s'imposer en proposant l'accès à ses services sans utiliser de navigateur, mais directement depuis le bureau de l'utilisateur.

## Développement
Les développeurs du projet Konfabulator - le logiciel en lui-même - sont au nombre de trois : Arlo Rose, Perry Clarke et Ed Voas.
Les widgets sont réalisés grâce à des fichiers de description en XML et des scripts programmés en JavaScript.

## Projets et logiciels similaires
- Karamba, GNU/Linux, clône et évolution de Samurize
- SuperKaramba, GNU/Linux, évolution de Karamba
- DesktopX, Windows
- Samurize, Windows
- Apple Dashboard, Mac OS X 10.4
- GDesklets, GNU/Linux, widgets pour environnement GTK
- GKrellM, GNU/Linux, moniteur système